# نام رمز کک روژ
نام رمز کُک روژ (سوئدی: Täcknamn Coq Rouge؛ ‏ انگلیسی: Codename Coq Rouge) یک فیلم دلهره‌آور سوئدی است که در سال ۱۹۸۹ منتشر شد. از بازیگران آن می‌توان به استلان اسکاشگورد، کریستر هنریکسن، لارس گرین و گوستاو اسکاشگورد اشاره کرد. این فیلم در بیست و پنجمین دورهٔ جوایز گلدباگن، برندهٔ جایزهٔ «بهترین بازیگر نقش اول مرد» و «بهترین فیلم‌برداری» شد.